# Другая реальность
«Другая реальность» (укр. «інша реальність») — четвертий студійний альбом російської співачки МакSим. Випущений 27 травня 2013 року.

## Передісторія
У березня 2013 року співачка дала інтерв'ю порталу Heat.ru, в якому розповіла про новий альбом.

| Ви знаєте, він буде дуже різним. Там будуть задіяні всі мої знання і весь мій досвід, накопичений за три попередні альбоми. І як стало, напевно, зрозуміло за моїми відомим останнім пісням, я вирішила повернутися до електронної музики і пошукати в ній щось нове. У цей альбом увійдуть і «Осколки», і «Как летать». Пісні, які стали вже популярними, і зовсім нові, нікому ще невідомі пісні. Звичайно, не все вийде вмістити з того, що записано за останній час: треків багато, тому ми вирішили включити в цей альбом все тільки найкраще. З досвіду першого альбому скажу, що це найкращий варіант. Тому що народження кожної пісні проживаєш, на це потрібно багато часу і тільки потім можна оцінити і вибрати саме гідне для альбому. Оригінальний текст (рос.) Вы знаете, он будет очень разным. Там будут задействованы все мои знания и весь мой опыт, накопленный за три предыдущих альбома. И как стало, наверное, понятно по моим известным последним песням, я решила вернуться к электронной музыке и поискать в ней что-то новое. В этот альбом войдут и «Осколки», и «Как летать». Песни, которые стали уже популярными, и совсем новые, никому ещё неизвестные песни. Конечно, не всё получится уместить из того, что записано за последнее время: треков много, поэтому мы решили включить в этот альбом всё только самое лучшее. Из опыта первого альбома скажу, что это лучший вариант. Потому что рождение каждой песни проживаешь, на это нужно много времени и только потом можно оценить и выбрать самое достойное для альбома. |
18 квітня вийшов кліп «Я ветер», що став промо відео до альбому.

## Створення пісень і запис
Пісні для альбому були записані в різних роках: «Дождь», «Как летать» (2010), «Осколки», «Это же я» (2011), «Небо-самолёты», «Колыбельная», «Ты говоришь» (2012), решта в 2013 році на «Vi-Sound» Studio.
Пісня «Осколки» була написана подругою співачки — Алсу Ішметовой. Над альбомом також працювала Олена Гребнєва, спільно з якою була написана пісня «Ты говоришь».

| У нас з Оленою виявилося єдине бачення цієї пісні, єдині образи. Ми вирішили перекласти все на папір і ноти, а після сам по собі народився кліп, який ми зняли ще в грудні, але зважилися представити вам тільки зараз. Оригінальний текст (рос.) У нас с Леной оказалось единое видение этой песни, единые образы. Мы решили переложить все на бумагу и ноты, а после сам по себе родился клип, который мы сняли ещё в декабре, но решились представить вам только сейчас. |

## Список композицій
| #   | Назва               | Автор                            | Тривалість |
| --- | ------------------- | -------------------------------- | ---------- |
| 1.  | «Другая реальность» | Марина Максимова                 | 3:53       |
| 2.  | «Ты говоришь»       | Марина Максимова, Олена Гребнєва | 2:59       |
| 3.  | «Это же я»          | Марина Максимова                 | 3:20       |
| 4.  | «Мой мир»           | Марина Максимова                 | 3:54       |
| 5.  | «Осколки»           | Марина Максимова, Альшу Ішметова | 3:47       |
| 6.  | «Небо-самолёты»     | Марина Максимова                 | 2:57       |
| 7.  | «Я буду жить»       | Марина Максимова                 | 3:42       |
| 8.  | «Как летать»        | Марина Максимова                 | 3:13       |
| 9.  | «Кошка»             | Марина Максимова                 | 3:34       |
| 10. | «Дождь»             | Марина Максимова                 | 3:30       |
| 11. | «Так просто»        | Марина Максимова                 | 3:31       |
| 12. | «Я ветер»           | Марина Максимова                 | 3:06       |
| 13. | «Poster Girl»       | Марина Максимова                 | 3:06       |

- Подарункове видання

| #   | Назва                | Автор                            | Тривалість |
| --- | -------------------- | -------------------------------- | ---------- |
| 14. | «Ты говоришь (live)» | Марина Максимова, Олена Гребнєва | 2:28       |
| 15. | «Колыбельная»        | Марина Максимова                 | 2:48       |